# Josefina Torrens
Josefina Torrents i Illa (Barcelona, 7 de junio de 1902 - Ibidem, 7 de diciembre de 2006), más conocida como Josefina Torrens (aunque aparece en otras biografías con Josefina Torrents Illa), fue una nadadora española.

## Biografía

### Trayectoria deportiva
Sus primeros largos en la natación fueron en el CN Barcelona. En competiciones autonómicas se proclamó campeona de Cataluña en 400 m estillo crol en 1930, en relevo 4 x 50 m, en 1927, 1928 y  1930, además de en el relevo 3×100 m en el año 1932.
Estableció los primeros récords nacionales de 300 metros, 400 metros y 500 metros libres (1930) y de 4×100 metros libres (1928 y 1931).
Además, en nado en aguas abiertas, en 1932 ganó la Travesía al Puerto de Barcelona.

### Activismo político
Fundó con su hermana Teresa Torrents y la directora deportiva Enriqueta Sèculi, en 1928, el Club Femenino de Deportes de Barcelona, la primera institución deportiva femenina de Cataluña, una entidad de carácter popular y asequible económicamente para las mujeres. Además, bajo su mando, el club se significó políticamente: en la campaña pro-amnistía de 1930, en el plebiscito por el estatuto en 1932 o en la organización de la Olimpiada Popular en Barcelona en 1936. 
Después de la Guerra civil española, durante la dictadura franquista, tuvo que abandonar el deporte competitivo. El gobierno del régimen disolvió el Club Femenino de Deportes de Barcelona, además de otras instituciones femeninas como la Residencia de chicas estudiantes internacionales o el Lyceum Club de Barcelona.

## Reconocimientos
- En 1991 recibió la medalla de los Pioneros de la Historia del Deporte de Cataluña (en catalán Forjadors de la Història Esportiva de Catalunya).[3]
- En 2022, el Ayuntamiento de Barcelona puso su nombre una calle en su memoria,[7] en el barrio de la Salut, en el distrito de Gràcia.[8]